# Hansenocaris furcifera
Hansenocaris furcifera is een kreeftachtigensoort. De wetenschappelijke naam van de soort is voor het eerst geldig gepubliceerd in 1989 door Îto.